# جوزيبي مازيني
جوزيبي مازيني (22 حزيران 1805-10 آذار 1872) وطني إيطالي وفيلسوف وسياسي وماسوني إيطالي لقب بـ روح إيطاليا أسهمت جهوده وحراكه السياسي في قيام الدولة الإيطالية الحديثة واستقلالها عن القوى الخارجية التي كانت تحرك ولاياتها المختلفة المنفصلة والتي كانت في إيطاليا حتى القرن التاسع عشر كما أسهم في الحركة الأوروبية التي أخذت تتطور فيها بشكل متسارع مفاهيم الديمقراطية الشعبية في الدولة الجمهورية.

## النشئة
ولد مازيني في جنوة والتي كانت في العام 1805 تابعة للإمبراطورية الفرنسية، كان والده أستاذاً جامعياً واسمه جياكومو وأمه ماريا دراجو والتي كانت معروفة حينها بجمالها وتدينها، ظهرت علامات النبوغ على الفتى الصغير منذ زمن مبكر وأبدى اهتماماً واضحاً بالسياسة والأدب، دخل الجامعة وهو لم يتجاوز سن الـ 14 عاماً بعد حيث درس القانون وتخرج عام 1826.

## العمل
عمل جوزيبي في مجال القانون وكان يرى بعض من حوله أنه سيصبح روائياً أو كاتباً مسرحياً حيث كتب مقالة عن الشاعر الإيطالي دانتي تناول فيها الوطنية في شعره، ونشرت المقالة عام 1837. توجه مازيني في العام 1830 إلى توسكانا حيث أصبح عضواً في جمعية سرية هنالك لها توجهات سياسية وألقي القبض عليه في شهر تشرين الأول من ذلك العام وسجن في سافونا. وخلال فترة سجنه وضع بعض الخطوط العريضة لإنشاء حركة سياسية وطنية جديدة، وأطلق سراحه عام 1831 ولكنه اختار أن يعيش في المنفى حيث انتقل إلى جنيف في سويسرا.

## جمعية إيطاليا الفتاة
انتقل في العام 1831 إلى مرسيليا حيث اشتهر اسمه هنالك بين العديد من الوطنيين الإيطاليين في المنفى وأسس جمعية سياسية جديدة أسماها إيطاليا الفتية أو إيطاليا الفتاة وهي حركة سرية أسسها مازيني لتحقيق حلمه بتوحيد إيطاليا وكان يؤمن مازيني بأن ثورة شعبية في إيطاليا هي الحل المناسب لتحقيق الوحدة المرجوة، وكان شعار الحركة «الرب والشعب» وكان هدفها الأساسي توحيد الولايات والدويلات المنفصلة في دولة واحدة ونشر مفاهيم التحرر في إيطاليا حيث تكون الدولة الجديدة «جمهورية موحدة مستقلة حرة».
بلغ عدد المنتسبين للحركة في العام 1833 ما يقارب 60 ألفاً وكان لها امتدادات في جنوة وغيرها من المدن الإيطالية، وفي ذلك العام قرر مازيني أن يطلق أول محاولة للثورة الشعبية والذي أرادها أن تمتد من مدينة شامبيري وألساندريا وتورينو وجنوة إلا أن حكومة سفويا تنبهت للخطة وأحبطتها قبل أن تبدأ واعتقلت العديد من الثوار، كانت ردة الفعل الحكومية قاسية ووحشية حيث أعدمت 12 شخصاً من المشاركين وانتحر أحد أعز أصدقاء مازيني يعقوب روفيني وتمت محاكمة مازيني غيابياً وصدر في حقه حكم بالإعدام.
أثر إحباط محاولة الثورة سلباً في الحالة النفسية لمازيني وأصابه القلق والشك إلا إنه استمر في محاولة تنظيم ثورة جديدة ساعده فيها عدد من المنفيين الإيطاليين الذين دخلوا إلى إيطاليا عبر سويسرا لنشر أفكار الثورة والتعبئة لها، إلا أن هذه المحاولة قد باءت بالفشل أيضاً. تم إلقاء القبض على مازيني في العام 1834 في 28 أيار وتم طرده من سويسرا، فتوجه إلى باريس حيث ألقي القبض عليه كذلك في الخامس من يوليو من ذلك العام، وأطلق سراحه بعد أن تعهد بالرحيل عن فرنسا إلى بريطانيا، فانتقل مع عدد من رفاقه للعيش في لندن عام 1837 وكانت حالتهم الاقتصادية سيئة للغاية.

## المنفى في لندن
بدأ مازيني في 30 نيسان 1837 بإعادة بناء حركة إيطاليا الفتاة في لندن وفي العاشر من تشرين الثاني من العام ذاته بدأ إصدار بعض الكتابات السياسية تحت عنوان (حواري الشعب).
كانت هنالك بعض المحاولات الثورية في صقلية وأبروزي وتسكاني، ولد ذلك حالة من الإحباط العميق لدى مازيني استمرت معه حتى العام 1840 استطاع بعدها وبمساعدة والدته استئناف عمله السياسي فعاد يكتب الرسائل لأصدقائه في أوروبا وأمريكا الجنوبية.
وفي العام 1843 نظم مظاهرة في بولونيا حولت إليه أنظار اثنين من الضباط النمساويين الذين حاولا مساعدته في جهوده السياسية فذهبا إلى مملكة نابولي إلا أنه ألقي القبض عليهما وأعدما واتهم مازيني حينها الحكومة البريطانية بأنها أعلمت الجهات الحكومية المعنية حينها في إيطاليا بأمر الضابطين فأثار هذا الاتهام تساؤلات في البرلمان البريطاني الذي حقق في الحادثة وتبين بالفعل أن وزارة الخارجية البريطانية قد فتحت الرسائل التي كان يبعثها مازيني وأطلعت المصادر الحكومية في نابولي على ما جاء فيها، اكتسب مازيني بعد هذه الحادثة شهرة واسعة بين العديد من السياسيين والناشطين البريطانيين الذين عبروا عن صدمتهم بهذا التدخل الواضح من قبل الحكومة بالمراسلات الشخصية لمواطنيها وخصوصياتهم.
وصل مازيني في السابع من نيسان من العام 1848 إلى ميلان والتي ثار سكانها على الحامية النمساوية فيها وأسسوا حكومة مؤقتة فيها وبدأت ثورات 1848 في الممالك الإيطالية التي قادها الملك كارلو ألبيرتو لاستغلال الظروف السانحة التي خلقتها الثورة في ميلان ولكنها باءت بالفشل الذريع، لم يكن لمازيني أي مساهمة في التحركات التي قامت في ميلان لأنه لم يكن يرغب في أن تصبح المدينة جزءاً من مملكة لومباردي بل كان يريد أن تتبع النظام الجمهوري فترك ميلان وانتقل مرة أخرى إلى سويسرا.
في 9 شباط من عام 1842 تم إعلان الجمهورية في روما ووصل مازيني إلى المدينة في ذات اليوم وتم تعيينه من أحد الأعضاء الثلاثة الذين كانوا يديرون الجمهورية الجديدة في 29 آذار ولم يمض وقت طويل حتى أصبح مازيني القائد الفعلي للحكومة وأظهر قدرات إدارية فذة وبدأ بالإصلاحات الاجتماعية فور توليه السلطة، إلا أن الجمهورية الوليدة لم تدم طويلاً فبعد أشهر معدودة استدعى البابا القوات الفرنسية ولم يكن هنالك قوة حربية تقدر على مواجهة الفرنسيين، وفي شهر تموز من العام 1849 اضطر مازيني للعودة إلى سويسراً مرة أخرى.
لم تخمد عزيمة مازيني فاستمر بكتابة المنشورات السياسية واختفى عن أنظار الشرطة في سويسرا مدة عام كامل وكان ذلك عام 1850 وتنقل بين العديد من المناطق فزار لندن وأسس هنالك (جمعية أصدقاء إيطاليا) ونظم مظاهرتين في مانوتا 1852 وميلان 1853 وباءت كلتا المحاولتين بالفشل، عاد عام 1856 إلى جنوة لينظم عدداً من الثورات ولم تنجح أي منها.

## وفاته
توفي مازيني في بيسا عام 1872 وكانت مراسيم الدفن في جنوة حيث حضرها ما يزيد عن 100.000 شخص.

## وصلات خارجية
- جوزيبي مازيني على موقع الموسوعة البريطانية (الإنجليزية)
- جوزيبي مازيني على موقع ميوزك برينز (الإنجليزية)
- جوزيبي مازيني على موقع إن إن دي بي (الإنجليزية)